# Pseudobrachysticha semiaurea
Pseudobrachysticha semiaurea är en stekelart som beskrevs av Girault 1915. Pseudobrachysticha semiaurea ingår i släktet Pseudobrachysticha och familjen hårstrimsteklar.
Artens utbredningsområde är Filippinerna. Inga underarter finns listade i Catalogue of Life.